# Strażnica WOP Kucyk
Strażnica WOP Kucyk – zlikwidowany pododdział Wojsk Ochrony Pogranicza pełniący służbę graniczą na granicy z Niemiecką Republiką Demokratyczną

## Formowanie i zmiany organizacyjne
Zimą 1949, w strukturze 30 batalionu Ochrony Pogranicza 6 Brygady OP, została sformowana strażnica WOP nr 22a . Ochronę granicy państwowej rozpoczęła 24 stycznia 1950.
Od 1 stycznia 1951 strażnica WOP Kucyk podlegała dowódcy 91 batalionu WOP w Tuplicach 9 Brygady WOP.
Od 15 marca 1954 wprowadzono nową numerację strażnic, a strażnica WOP Kucyk III kategorii otrzymała nr 29 w skali kraju.
W 1956 rozpoczęto numerowanie strażnic na poziomie brygady, strażnica Kucyk kategorii II miała nr 2 w 9 Brygadzie Wojsk Ochrony Pogranicza.
1 stycznia 1960 funkcjonowała jako 20 strażnica WOP Kucyk III kategorii w strukturach 91 batalionu WOP w Tuplicach .
1 stycznia 1964 strażnica WOP nr 19 Kucyk miała status strażnicy lądowej kategorii III w strukturach 91 batalionu WOP w Tuplicach.
W marcu 1968 strażnica WOP nr 17 Kucyk miała status strażnicy lądowej kategorii III w strukturach 91 batalionu WOP w Tuplicach 
Rozwiązano ją w latach 70. XX w . W 1976 przekształcona w strażnicę szkolną Lubuskiej Brygady WOP.

## Ochrona granicy
W 1960 20 strażnica WOP Kucyk III kategorii ochraniała odcinek granicy państwowej o długości 8650 m:
- Od znaku granicznego nr 249 do znaku gran. nr 273.

## Strażnice sąsiednie
- 21 strażnica OP Przewóz ⇔ 22 strażnica OP Mużaków – 24.01.1950[1]
- 28 strażnica WOP Przewóz ⇔ 30 strażnica WOP Mużaków – 15.03.1954[1]
- 1 strażnica WOP Przewóz kat. I ⇔ 3 strażnica WOP Mużaków – 1956[1]
- 1 strażnica WOP Przewóz ⇔ 3 strażnica WOP Mużaków – 1957[1]
- 21 strażnica WOP Przewóz kat. I ⇔ 19 strażnica WOP Mużaków kat. I – 1.01.1960[1]
- 20 strażnica WOP Przewóz lądowa ⇔ 18 strażnica WOP Mużaków lądowa – 1.01.1964[1]
- 18 strażnica WOP Przewóz lądowa kat. I ⇔ 16 strażnica WOP Mużaków lądowa kat. I – 03.1968[1] .

## Komendanci/dowódcy strażnicy
- plut. Władysław Barański (był w 01.1951)
- chor. Zbigniew Proszek (1951–1952)
- chor. Protazy Czech (1952–1952)
- chor. Czesław Fabiszewski (1952–1953)
- ppor. Leopold Augustyniak (1953–1956)
- por. Józef Żuchnik p.o. (1956)
- por. Leopold Augustyniak (1956–1959)
- ppor. Jan Robczyński (1959–1960)
- por. Edward Pruś (1960–1962)
- kpt. Zenon Jachowski (1962–min. do 1964)
- kpt. Jan Rabczyński (do 1969)
- kpt. Zdzisław Biniaszczyk (8.02.69–1971)
- kpt. Bronisław Sołtys (3.01.1972–1976)
- kpt. Bronisław Sołtys (od 1976) – dowódca strażnicy szkolnej.